# Raquel Barco
Raquel Barco González (Peñarroya-Pueblonuevo, Córdoba, 11 de diciembre de 1972) es una escritora española de novela rosa y suspenso que firma como Raquel Barco y bajo su seudónimo Jezz Burning.
Fue la ganadora del I Premio Terciopelo en 2006, y desde entonces ha continuado escribiendo novelas románticas de corte paranormal. También ha sido galardonada con el Dama 2010 a la Mejor Autora Española y el Dama 2010 a la Mejor Novela Romántica Española por "Conspiración en la noche". Es la presidenta de la Asociación de Autoras Románticas de España (ADARDE).

## Biografía
Raquel Barco González nació el 11 de diciembre de 1972 en un pueblo minero de la provincia de Córdoba, Peñarroya-Pueblonuevo, pero ha vivido toda su vida en Santa Coloma de Gramanet (Barcelona). Después de acabar primaria, cursó estudios de Administración. Fue durante estos años cuando descubrió su afición a la lectura de cualquier género y a la escritura, animada por compañeras de estudio. Primero plasmando en papel sus sentimientos, haciendo incluso sus primeros pinitos con relatos cortos y algo de poesía. Su primer libro de romántica, llegó de manos de su hermana, y fue ella la que le descubrió los grupos románticos en la red, donde comenzó a escribir asidua, pública y desinteresadamente. 
En 2006, batallando entre el trabajo, la casa, su marido y su hijo, decidió crear la primera entrega de una saga para participar en el Premio de Novela Romántica Terciopelo, simplemente por intentarlo y alzándose con el primer premio con su novela Al llegar la noche. Ha publicado otros cuatro libros de la saga, y con la publicación en 2011 de su primera novela bajo su nombre real, fue una de las autoras más consolidadas de panorama español en el género Paranormal.
Tras una pausa en sus publicaciones, actualmente autopublica sus novelas en Amazon.

### Como Jezz Burning

#### Novelas

##### Saga Licos
1. Al llegar la noche (Terciopelo - Roca Editorial). (2006)
2. El secreto de la noche (Terciopelo - Roca Editorial). (2008)
3. Noche de ofrenda (Terciopelo - Roca Editorial), abril de 2009
4. Conspiración en la noche (Terciopelo - Roca Editorial), marzo de 2010
5. Sucumbir a la noche (Terciopelo - Roca Editorial), noviembre de 2011

##### Trilogía RNA 3.0
1. Conectando (Autopublicación en Amazon), diciembre de 2018
2. Online (Autopublicación en Amazon), noviembre de 2019

##### Fire Falls
1. Erebus (Autopublicación en Amazon), mayo de 2020
2. Vesica Piscis (Autopublicación en Amazon), septiembre de 2020

##### Antologías
1. Trazos del corazón (Autopublicación en Amazon), noviembre de 2018

### Como Raquel Barco

#### Novelas
1. La raza número 4 (Roca Editorial - Histórica) (abril de 2011)